# Kidderminster Harriers Football Club
El Kidderminster Harriers es un club de fútbol de Inglaterra de la ciudad de Kidderminster. Fue fundado el 30 de noviembre de 1885 y jugará en la Conference North, sexta división del fútbol inglés, a partir de la temporada 2023-24.

## Historia
Kidderminster Harriers se formó en 1886, los equipos de atletismo y rugby se fusionaron y formaron el equipo en julio de 1880, Kidderminster Harriers y Football Club.
La Liga de Birmingham y Distrito se formó en 1889. Kidderminster Olympic ganó uno de los títulos y dicho club se fusionaría a Harriers en 1890. Los Harriers continuaron en la Liga de Birmingham hasta 1939, ganando el Campeonato en 1938 y 1939, logrando el doblete de liga y copa en la última campaña.
En la temporada 1939/40 el equipo pasa a jugar en la Southern Football League, pero solo se disputaron tres jornadas debido al comienzo de la Segunda Guerra Mundial. Al finalizar la guerra, los Harriers vuelven a jugar en la Liga de Birmingham y Birmingham Combination hasta que en la temporada 1948/49 vuelven a la Southern Football League.
Entre 1964 y 1972, ganaron la Liga de West Midland cuatro veces, tres de ellas consecutivas de 1968–70 y diversas copas mayores del Condado ocho veces. En 1983, los Harriers asciende a la Alliance Premier League, actual National League.

## Uniforme
- Uniforme titular: Camiseta roja, pantalón rojo, medias rojas.
- Uniforme alternativo: Camiseta amarilla, pantalón amarillo, medias amarillas.

## Jugadores

### Plantilla 2014
- = Lesionado de larga duración

#### Altas y bajas 2017–18 (invierno)
| Altas         | Altas     | Altas           | Altas   | Altas |
| Jugador       | Posición  | Procedencia     | Tipo    | Costo |
| ------------- | --------- | --------------- | ------- | ----- |
| George Waring | Delantero | Tranmere Rovers | Cesión. | --    |
| Dale Eve      | Portero   | Agente libre    | Libre.  | --    |

| Bajas           | Bajas    | Bajas          | Bajas     | Bajas        |
| Jugador         | Posición | Destino        | Tipo      | Costo        |
| --------------- | -------- | -------------- | --------- | ------------ |
| Tyrone Williams | Defensa  | Solihull Moors | Traspaso. | No revelado. |

## Palmarés

### Torneos nacionales
- Football Conference (2): 1994, 2000